# Bobby Rydell

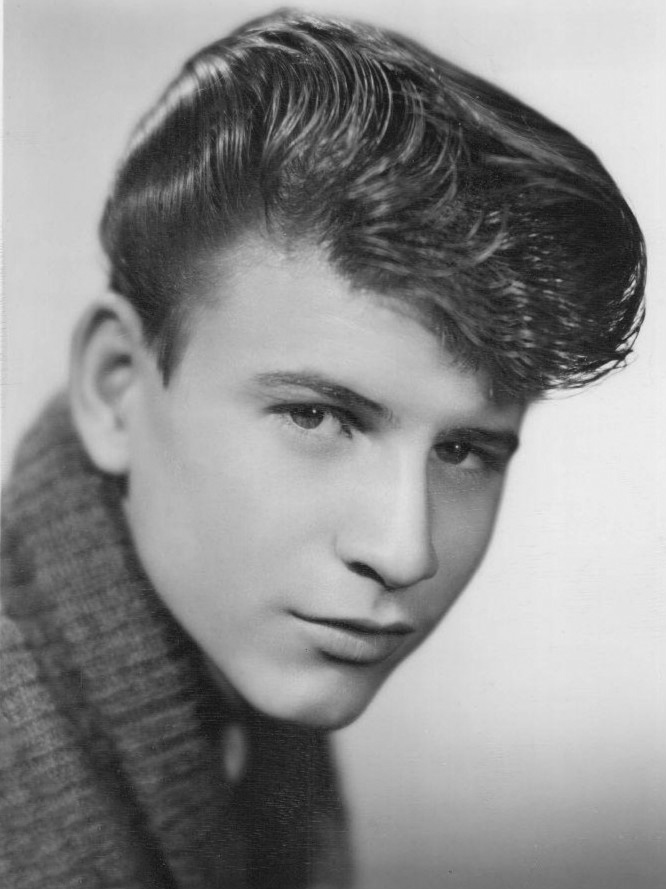
Bobby Rydell nel 1960.

Bobby Rydell, nome d'arte di Robert Louis Ridarelli (Filadelfia, 26 aprile 1942 – Filadelfia, 5 aprile 2022), è stato un cantante, musicista e imitatore statunitense.

## Biografia
Ragazzo prodigio, iniziò come imitatore; a quindici anni diventò batterista e voce del complesso Rocco and The Saints, in cui conobbe un suo coetaneo che suonava la tromba, Frankie Avalon, e l'anno successivo incise il suo primo 45 giri, Fatty Fatty/Dream Age, che passò inosservato.
Durante un'esibizione con il complesso venne notato dal talent scout Frankie Day, che diventò il suo manager e gli fece ottenere un contratto discografico con la Venise, con cui incise il suo secondo 45 giri nel 1959, Fatty Fatty/Happy Happy, riproponendo il brano principale del suo primo disco, ma anch'esso passò inosservato.
Firmò poi un contratto con la Cameo Records di Bernie Lowe, ed ottenne subito successo con la canzone Kissin' Time.
Fra il 1959 ed il 1964 raggiunse le prime posizioni nella Billboard Hot 100 con numerosi singoli, in particolare Wild One, che entrò pure nella top ten britannica, e Forget Him, oltre ad una sua versione di Nel blu dipinto di blu.
Nel 1964 partecipò al Festival di Sanremo con i brani Un bacio piccolissimo e L'inverno cosa fai?, quest'ultimo non ammesso alla serata finale della manifestazione.
Assieme agli amici e colleghi Frankie Avalon e Fabian costituì negli anni novanta il trio The Golden Boys.
Rydell morì nel 2022 a causa di una polmonite.

## Vita privata
Si sposò due volte. Con la prima moglie, di cui rimase vedovo nel 2003, aveva generato due figli.

## Riconoscimenti
- Young Hollywood Hall of Fame (1960's)

## Discografia parziale

### 45 giri
- 1958: Fatty Fatty/Dream Age (Veko, 730/1)
- 1959: Fatty Fatty/Happy Happy (Venise, 201)
- 1959: Kissin' Time/You'll Never Tall Me (Cameo Records)

## Discografia italiana

### 33 giri
- 1963: I successi di Bobby Rydell (Cameo, CL 2501)

### 45 giri
- 1960: Kissin' Time/You'll Never Tall Me (Top Rank, R-2087)
- 1960: We Got Love/I DIg Girls (Top Rank, R-2094)
- 1960: Wild One/Little Bitty Girl (CGD, N 9206)
- 1960: Sway/Groovy Tonight (Galleria del Corso, GC SE 504)
- 1961: Chérie/Good Time Baby (Galleria del Corso, GC SE 512)
- 1961: Frenesi/April Showers (Galleria del Corso, GC SE 522)
- 1961: That Old Black Magic/Don't Be Afraid (Galleria del Corso, GC SE 523)
- 1962: The Door To Paradise/I Wanna Tank You (Galleria del Corso, GC SE 542)
- 1962: Fatty Fatty/Happy Happy (Karim, KN 128)
- 1963: Roses Are Red/Al di là (Galleria del Corso, GC SE 592)
- 1963: The Cha Cha Cha/The Best Man Cried (Cameo, C-222)
- 1963: The Woodpecker/Little Queenie (Cameo, C-233)
- 1963: Dolce melodia/Non vedo l'ora (Cameo, C-235)
- 1964: L'inverno cosa fai/Con un bacio piccolissimo (Cameo, C-236)
- 1964: A World Without Love/Our Faded Love (Cameo, C-242)
- 1965: Diana/Stranger In The World (Capitol Records, F-5352)
- 1965: The Joker/Side Show (Capitol Records, F-5436)
- 1966: The World For Today/Roses In The Snow (Capitol Records, F-5556)